# 施德樓
施德楼（德語：STAEDTLER Mars GmbH & Co. KG），是一家德国的文具生产及供应公司，以工程绘图工具见长。
施德楼经营多种书写用具，其中包括绘图铅笔、工程筆、专业钢笔及标准木质铅笔，同时也设计并生产橡皮、尺、圆规、FIMO 軟陶，PREMIUM鋼筆等多种绘图及書寫用品。大约80%的写作工具是在德国纽伦堡制造的。

## 历史
施德楼成立于1835年10月3日，由J.S. Staedtler于纽伦堡创建。起先为铅笔厂。本身J.S. Staedtler祖上已从事铅笔制造工作，至J.S. Staedtler一代，从几代人累积的技艺中，用于新成立的工厂。
到1840年，工厂共生产了50多种不同类型的铅笔。到1866年，年产量达到200多万支。1895年，施德楼向德国当局申请专利，并注册了商标。
1920年代打入美国市场，总部定于纽约；1926年又于日本设立办事处；1929年在英国伦敦设立办事处。 
至1937年，产品范围扩大到各种机械性书写仪器；至1949年，开始制造钢笔；1978年，销售一系列墨水填充剂，主要用于技术绘图。
Staedtler在全球拥有10家工厂，其中4家在欧盟，24家销售办事处，产品在150多个国家和地区销售。

## 外部連結
- 德國施德樓官方網址 （页面存档备份，存于）